# Stellantis-Werk Pomigliano d’Arco

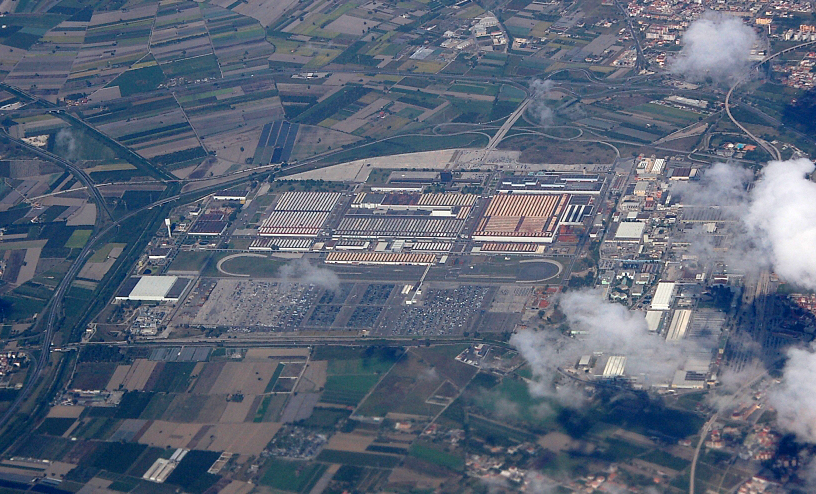
FCA-Werk Pomigliano d’Arco (2010)

Das Stellantis-Werk Pomigliano d’Arco „Giambattista Vico“ in Pomigliano d’Arco bei Neapel  wurde ab 1968 von Alfa Romeo auf dem Gelände des Flugplatzes Pomigliano d’Arco errichtet und nahm die Automobilproduktion (Alfasud) im Jahr 1972 auf. Lange Zeit war es als „Alfa-Romeo-Werk Pomigliano d’Arco“ oder auch kurz als „Alfasud Pomigliano“ bekannt.
Zu dem Industriekomplex gehört auch eine Forschungseinrichtung von Fiat. Den in Pomigliano traditionsreichen Triebwerk- und Flugzeugbau haben die Unternehmen Avio Aero und Leonardo übernommen. Letztere baut hier für Avions de Transport Régional die Rümpfe der Regionalflugzeuge ATR 42 und ATR 72.

## Geschichte

### Flugplatz
1926 begann Nicola Romeo in Pomigliano mit dem Aufbau eines Flugzeugwerks, jedoch ohne Erfolg. Die Staatsholding IRI gab im Jahr 1938 Alfa Romeo den Auftrag, in Pomigliano eine Flugzeugbau- und Motorenfabrik mit Werksflugplatz und angeschlossener Arbeitersiedlung zu errichten. Den Aufbau der sehr großen Industrieanlage leitete der Ingenieur Ugo Gobbato. Der Werksflugplatz wurde am 1. April 1939 eröffnet. Im Zweiten Weltkrieg baute Alfa Romeo hier vor allem Flugzeugmotoren, auch in Lizenz von Daimler-Benz. Am 30. Mai 1943 zerstörte ein alliierter Luftangriff über 70 Prozent der Produktionsanlagen. Während des Krieges wurde der Flugplatz von italienischen, deutschen und alliierten Fliegerstaffeln und sonstigen Einheiten und Kommandostellen militärisch genutzt.
Der Wiederaufbau dauerte bis 1952. Neben Alfa Romeo siedelte sich in Pomigliano das Flugzeugbauunternehmen Aerfer an, das hier die Prototypen des ersten italienischen Überschallflugzeuges Sagittario II baute. Darüber hinaus nutzte die italienische Luftwaffenakademie den Flugplatz zur Pilotenausbildung auf der North American T-6. Der Flugplatz wurde Anfang 1968 geschlossen.

### Automobilwerk

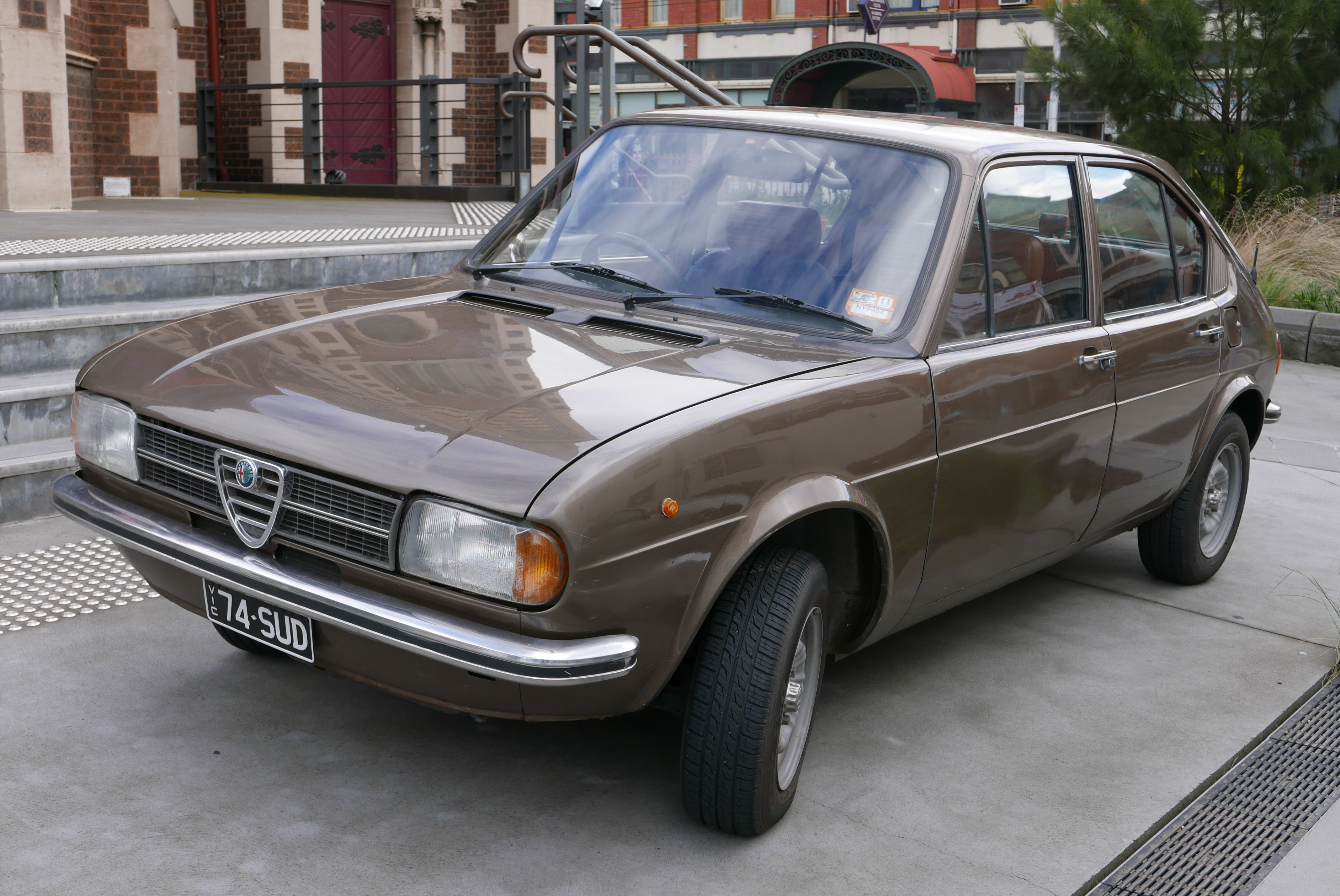
Alfa Romeo Alfasud

Alfa Romeo beschloss, seine Anlagen in Pomigliano zu einem Automobilwerk umzugestalten und zu dessen Ausbau insbesondere das ehemalige Flugplatzgelände zu nutzen, das völlig überbaut wurde. Sowohl das Automobilwerk als auch die Entwicklung des Alfasud vertraute man dem österreichischen Ingenieur Rudolf Hruska an. Nach vier Jahren Bauzeit nahm das neue Werk den Betrieb im April 1972 auf. In den ersten Jahren wurde das Werk wegen zahlreicher Streiks und schlechter Verarbeitungsqualität bekannt. Mit Alfa Romeo ging 1986 auch das Alfa-Werk in den Besitz des Fiat-Konzerns über, der es modernisierte und seit den 1990er-Jahren auch Modelle anderer Konzernmarken dort produzierte. In diesem Zuge gab Fiat das ältere Lancia-Werk in Chivasso bei Turin auf.
Das Werk wurde 2012 und 2013 mehrfach ausgezeichnet, unter anderem mit dem Automotive Lean Production Award.

Durch die entsprechenden Fusionen wechselte das Werk zu FCA und schließlich Stellantis.

## Produktion

### Aktuelle Modelle
| Marke      | Foto | Modell                      | Produktionsbeginn | Produktionsende |
| ---------- | ---- | --------------------------- | ----------------- | --------------- |
| Alfa Romeo |      | Tonale                      | 2022              | —               |
| Dodge      |      | Hornet                      | 2022              | —               |
| Fiat       |      | Panda/Pandina (Typ 312/319) | 2011              | —               |

### Frühere Modelle
| Marke       | Foto | Modell         | Produktionsbeginn | Produktionsende |
| ----------- | ---- | -------------- | ----------------- | --------------- |
| Alfa Romeo  |      | Alfasud        | 1972              | 1983            |
| Alfa Romeo  |      | 33             | 1983              | 1995            |
| Alfa Romeo  |      | 155            | 1992              | 1998            |
| Alfa Romeo  |      | 145            | 1994              | 2001            |
| Alfa Romeo  |      | 146            | 1995              | 2000            |
| Alfa Romeo  |      | 156            | 1997              | 2007            |
| Alfa Romeo  |      | 147            | 2000              | 2010            |
| Alfa Romeo  |      | GT             | 2003              | 2010            |
| Alfa Romeo  |      | 159            | 2005              | 2011            |
| Autobianchi |      | Y10            | 1987              | 1995            |
| Fiat        |      | Tipo (Typ 160) | 1989              | 1990            |
| Lancia      |      | Delta (836)    | 1993              | 1999            |

## Belege
1. 1 2  Torsten Seibt: Dodge Hornet: Tonale-Klon mit 288 PHEV-PS. 17. August 2022, abgerufen am 1. September 2022.